# Władimir Mikulicz
Władimir Andriejewicz Mikulicz (ros. Влади́мир Андре́евич Мику́лич, ur. 14 października 1920 we wsi Czornaja Scieżka w powiecie borysowskim, zm. 17 stycznia 2000 w Mińsku) – radziecki polityk, I sekretarz Komitetu Obwodowego Komunistycznej Partii Białorusi w Mińsku (1977–1985), członek KC KPZR (1981–1986), Bohater Pracy Socjalistycznej (1958).
W latach 1940–1945 w Armii Czerwonej, od 1943 w WKP(b), po wojnie komsomolski organizator fabryki, następnie sekretarz rejonowego komitetu Komsomołu, 1948-1950 słuchacz Republikańskiej Szkoły Partyjnej przy KC KP(b)B. W latach 1950–1953 II sekretarz Komitetu Obwodowego Komsomołu w Mińsku, 1953–1954 II sekretarz, a 1954–1962 I sekretarz rejonowego komitetu KPB w Mińsku, 1957 zaocznie ukończył Wyższą Szkołę Partyjną przy KC KPZR. Od 27 stycznia 1956 do 26 września 1961 członek Komisji Rewizyjnej KPB, od 28 września 1961 członek KC KPB, od kwietnia 1962 II sekretarz, a od stycznia 1963 do 5 marca 1977 I sekretarz Komitetu Obwodowego KPB w Brześciu (od stycznia 1963 do grudnia 1964: Wiejskiego Komitetu Obwodowego KPB w Brześciu). Od 7 marca 1976 do 23 lutego 1981 zastępca członka, a od 3 marca 1981 do 25 lutego 1986 członek KC KPZR. Od 1 marca 1977 do 29 marca 1985 I sekretarz Komitetu Obwodowego KPB w Mińsku, od 28 marca 1985 do 15 maja 1990 zastępca przewodniczącego Prezydium Rady Najwyższej Białoruskiej SRR, następnie na emeryturze. Deputowany do Rady Najwyższej ZSRR od 7 do 11 kadencji.

## Odznaczenia
- Medal Sierp i Młot Bohatera Pracy Socjalistycznej (18 stycznia 1958)
- Order Lenina (dwukrotnie)
- Order Czerwonego Sztandaru Pracy